# Crimson Moonlight
Crimson Moonlight is een black metalband uit Zweden, welke door de jaren heen een grote reputatie opbouwde in de undergroundscene.
Crimson Moonlight begon in 1997 met de intentie om slechts één old school black metaldemo te maken en één optreden te geven om daarna weer uit elkaar te gaan. Het liep anders. Deze demo kwam er, namelijk Glorification of the Master of Light en ook het optreden werd gedaan. Alleen besloot de band daarna niet uit elkaar gegaan, maar bracht in 1998 de tweede demo Eternal Emperor uit, waarna nog meer albums volgden.
Het debuut-album The Covenant Progress werd internationaal goed ontvangen, en het Duitse RockHard magazine beoordeelde de cd met een 9,5. Vanaf dat moment openden zich tal van deuren voor Crimson Moonlight en tourde de band met regelmaat door Europa.
Crimson Moonlight stond eerst onder contract bij het label "Rivel Records" en bracht daar drie verschillende albums uit. In 2006 stapte de band over naar "Endtime Productions", waar ze de ep In Depths of Dreams Unconscious uitbrachten. Deze verscheen in 3 verschillende versies.

## Bezetting
Huidige leden
- Simon Rosen - zang (1997-heden)
- Gustav Elowsson - drums (1997-heden)

Overig leden
- Momenteel geen vaste bassist en gitarist

## Discografie
- Glorification of the Master of Light - demo (cassette/cd/ep) (1997)
- Eternal Emperor - demo (1998)
- The Covenant Progress - album (cd) (2003)
- Songs from the Archives - verzamelalbum (2003)
- Veil of Remembrance album (cd) (2004)
- In Depths of Dreams Unconscious - ep/lp - (2007)